# Оксид протактиния(II)
Оксид протактиния(II) — бинарное неорганическое соединение 
металла протактиния и кислорода
с формулой PaO,
чёрные кристаллы.

## Получение
- Металлический протактиний на воздухе покрывается тонкой плёнкой PaO.

## Физические свойства
Оксид протактиния(II) образует чёрные кристаллы 
кубической сингонии,
пространственная группа P m3m,
параметры ячейки a = 0,4961 нм, Z = 4,
структура типа хлорида натрия NaCl
.